# Country-of-Origin-Effekt
Der Country-of-Origin-Effekt bzw. Herkunftslandeffekt beschreibt den Einfluss, den das Image des Herkunftslandes auf die Wahrnehmung eines Produktes beziehungsweise einer Dienstleistung haben kann. Dieser Effekt kann von Unternehmen auch bewusst im Rahmen von Imagetransferstrategien für die Vermarktung ihrer Produkte genutzt werden.

## Imagewirkung eines Landes
Bestimmte Dinge prägen symbolisch das positive Bild eines Landes. Das können beispielsweise Landschaften, Bauwerke, Persönlichkeiten oder kulturelle Besonderheiten sein oder generell den Bewohnern zugesprochene Eigenschaften (Fleiß, Humor, Lebensfreude, …). Die Einstellung der Verbraucher gegenüber einer Marke und ihre Bereitschaft, sie zu kaufen, kann von den Assoziationen abhängen, die sie mit dem Herkunftsland verbinden.
Für die Umsetzung des Country-of-Origin-Effekts gibt es neben der traditionellen Werbung zahlreiche Möglichkeiten, das Image des Landes zu transportieren, wie Markenname, Logo, Verpackung und Sponsoring. Das Ziel, sich durch den Bezug zum Herkunftsland vorteilhaft vom Wettbewerb abzuheben und durch den Transfer von positiven Imagekomponenten eines Landes auf die eigene Marke zu profitieren, kann nicht alleine durch die Verwendung eines Herkunftszeichens erreicht werden. Der gesamte kommunikative Markenauftritt muss auf das Herkunftsland abgestimmt werden.

### Beispiele für den Country-of-Origin-Effekt
Die Schweiz ist weltweit bekannt für hochwertige Qualitätsarbeit und Präzision in der Uhrenindustrie und nutzt dieses Image auch für andere Produkte und Marken. Angaben wie „Swiss made“ oder Abbildungen der Schweizer Alpen sollen ein positives Image des Landes transportieren und die positiven Assoziationen übertragen.
Die Franzosen nutzen ihr Landesimage vor allem für Marketingstrategien und Vermarktung von Wein und Parfum. US-amerikanische Unternehmen verwenden häufig den nordamerikanischen Lebensstil oder das „Freiheitsgefühl“ als Ansatz für Imagetransfers für viele Produkte.
Auch deutsche und österreichische Marken nutzen diesen Heimatland-Effekt. So kommuniziert Audi auch im Ausland den Slogan „Vorsprung durch Technik“ in deutscher Sprache und signalisiert so die deutsche innovative Technik.
Werbeslogans von Automobilherstellern:
- VW: Das Auto (in den USA/China)
- Audi: Vorsprung durch Technik (in der Schweiz/Australien/Großbritannien/Dänemark/Japan)
- Renault: Créateur d’automobiles (in der Schweiz/Deutschland/Österreich/Dänemark)
- Seat: Auto emoción  (in Deutschland und der Schweiz).

## COO Marketing
Wenn Unternehmen versuchen, ihren Kunden das Herkunftsland (country of origin oder COO) mitzuteilen, verwenden sie eine der folgenden Strategien:
- Verwendung von „Made in …“
- Verwendung von Qualitäts- und Herkunftssiegeln
- COO als Teil des Firmennamens
- Typische COO-Wörter als Teil des Firmennamens
- Verwendung der Sprache des COO
- Verwendung von berühmten oder stereotypen Personen aus dem COO
- Verwendung von Flagge oder Symbolen des COO
- Verwendung typischer Landschaften oder berühmter Gebäude aus dem COO

## Foreign Branding
Diese Markenstrategie kann nicht nur für die Übertragung positiver Eigenschaften des eigenen Landes auf das Image eines Produkts angewandt werden, sie wird auch gezielt genutzt, um ein fremdländisches Image für ein eigenes Produkt zu nutzen. Das sogenannte Foreign Branding (Fremdmarkenprägung, man spricht auch von „Kuckucksmarken“) beginnt meist schon mit der Wahl eines Produkt- oder Markennamens, der aus der entsprechenden Landessprache stammt oder danach klingt.

### Beispiele für Foreign Branding
- der italienisch klingende deutsche Modehersteller „bruno banani“
- der indianisch klingende deutsche Outdoor-Ausrüstungshersteller „Tatonka“
- der deutsch klingende britische Outdoor-Ausrüstungshersteller „Berghaus“
- die nordamerikanisch klingende deutsche Bekleidungskette „New Yorker“
- die skandinavisch klingende US-Eiscreme-Marke „Häagen-Dazs“
- die russisch klingende deutsche Wodka-Marke „Puschkin Vodka“
- die mexikanisch klingende französische Mischbier-Marke „Desperados“
- die japanischen Schriftzeichen der britischen Textilmarke „Superdry 極度乾燥(しなさい)“

## Belege
1. ↑  Aichner, T. 2014. Country-of-origin marketing: A list of typical strategies with examples. Journal of Brand Management, 21(1): 81–93.